# Petite Ceinture du 16e
Petite Ceinture du 16e je veřejný park, který se nachází v Paříži v 16. obvodu. Park byl vybudován v roce 2007 v prostoru zrušené železniční tratě Petite Ceinture a jeho rozloha činí 2,3 ha.

## Historie
V roce 1854 byla stanicemi Saint-Lazare a Auteuil-Boulogne otevřena trať, která byla v roce 1867 integrována do linky Petite Ceinture. Trať byla z větší části uzavřena pro osobní dopravu v roce 1934. Nákladní doprava byla zrušena v 90. letech. Trať zůstala z větší části opuštěná a v jejím prostoru došlo k rozšíření vegetace.

## Charakteristika
Park vede po železniční trase, která byla mnoho let nevyužívána. Jedná se o liniový park o délce 1,2 km s celkovou plochou 2,3 ha. Leží na jihozápadě 16. obvodu podél bulváru Beauséjour. Spojuje Jardin du Ranelagh na severu a Porte d'Auteuil na jihu.
Trasa už neobsahuje žádné koleje. Terén zůstal v přirozeném stavu, pouze byl vyčištěn kvůli stezkám pro pěší.